# Erythrina flabelliformis
Erythrina flabelliformis är en ärtväxtart som beskrevs av Thomas Henry Kearney. Erythrina flabelliformis ingår i släktet Erythrina och familjen ärtväxter. Inga underarter finns listade i Catalogue of Life.

## Bildgalleri

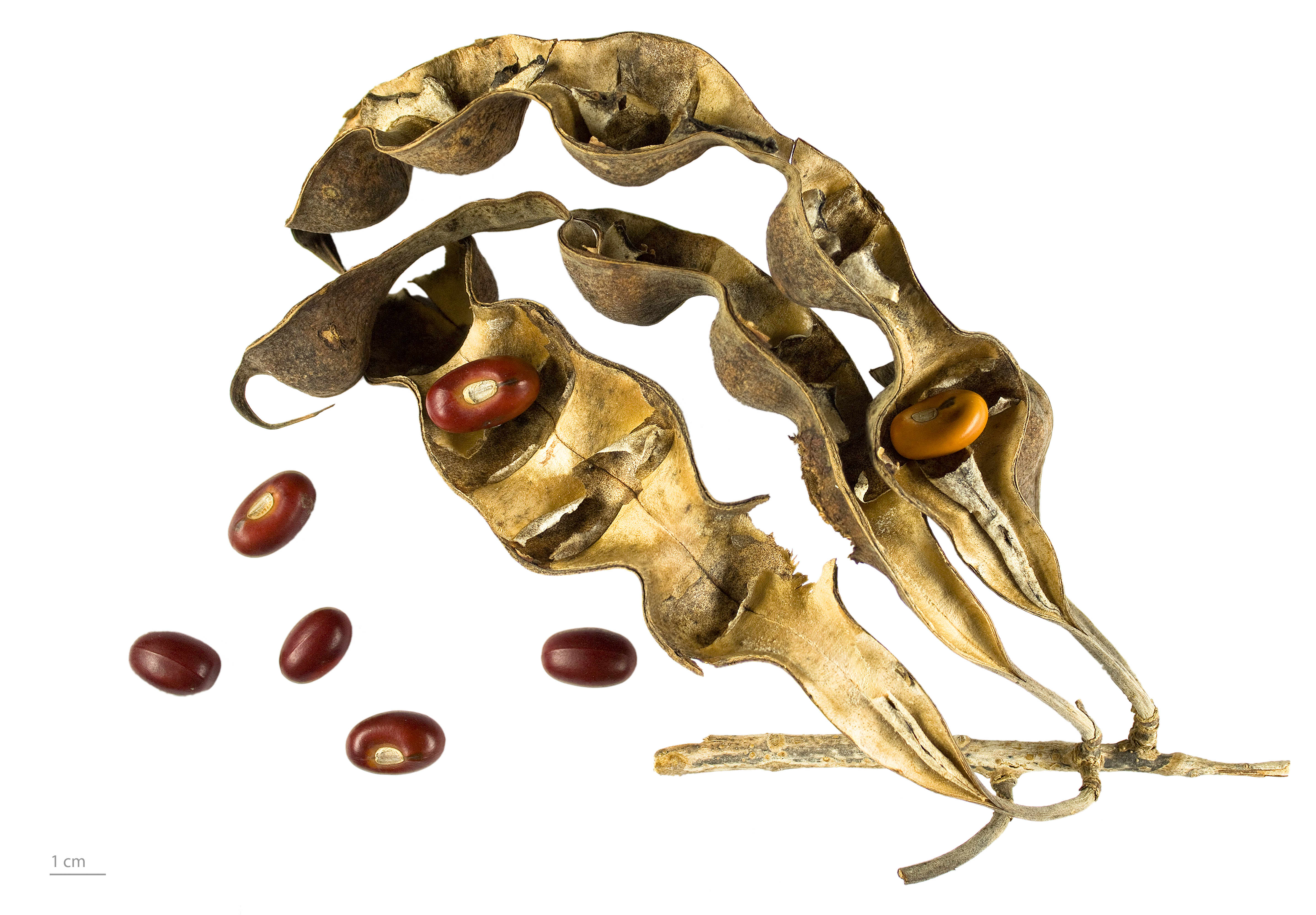